# Bezlusterkowiec

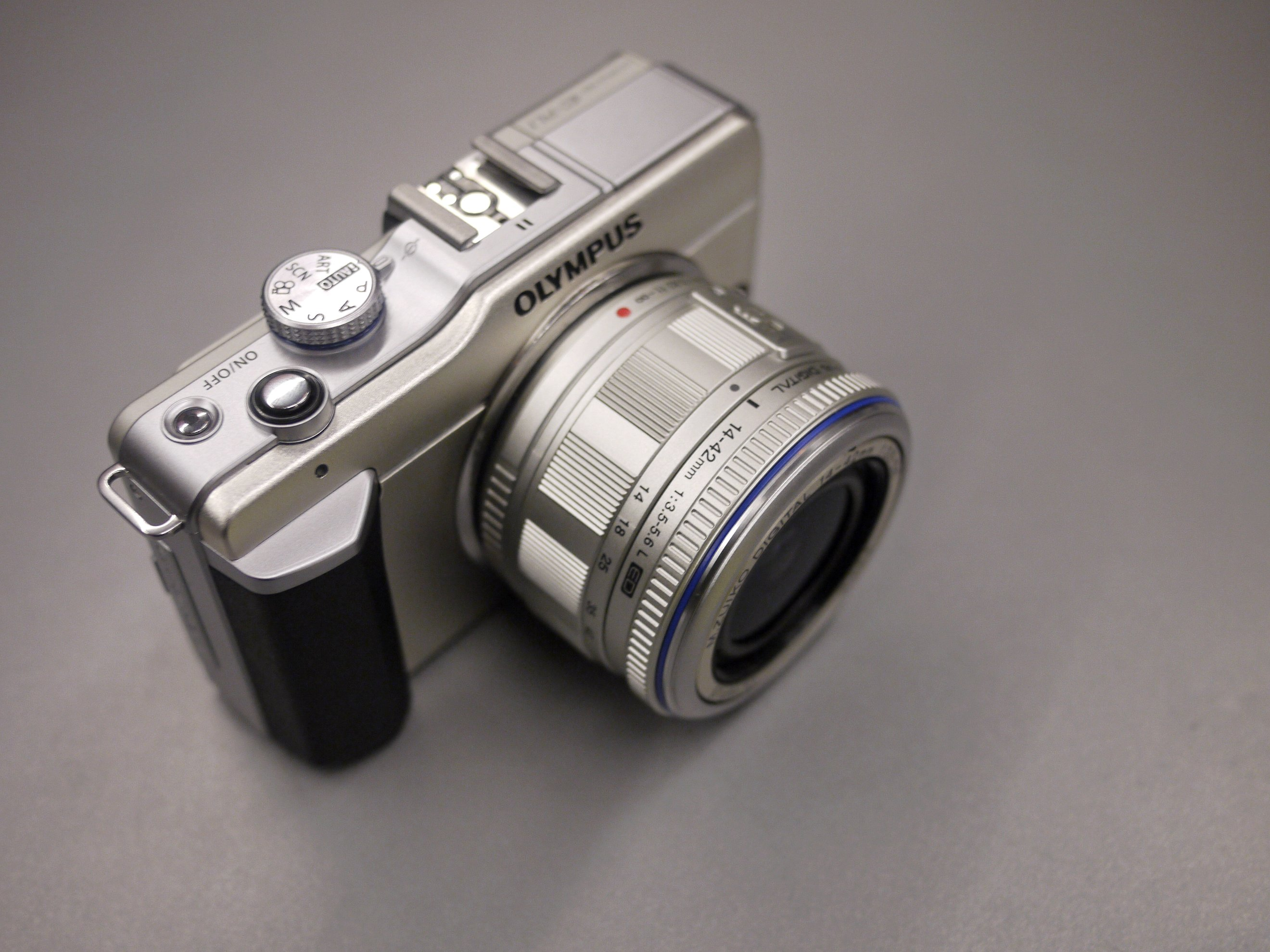
Olympus PEN E-PL1

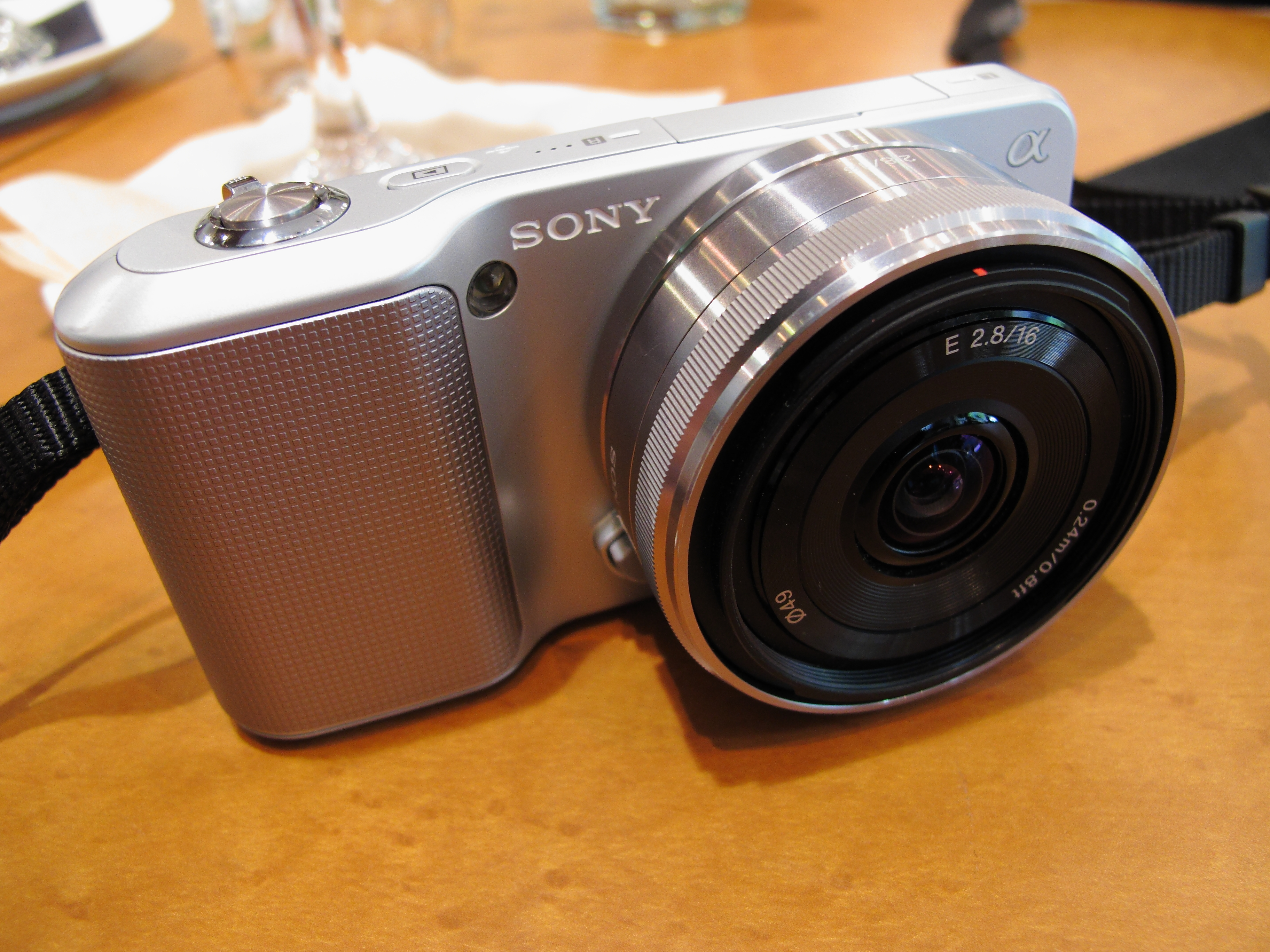
Sony NEX-3

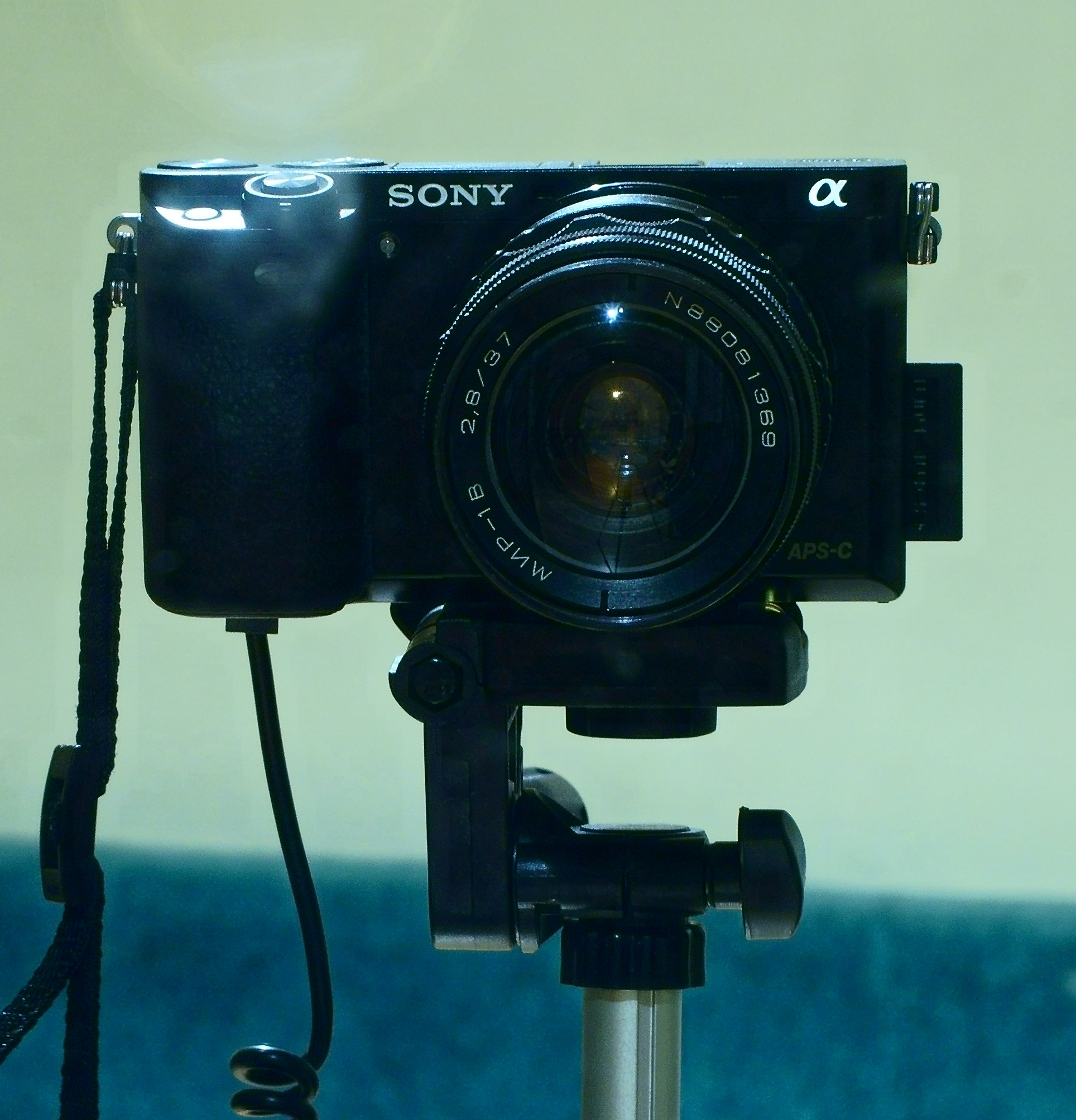
Sony a6000 z podłączonym sowieckim obiektywem i zewnętrzną baterią. Aparaty bezlusterkowe cechują się wszechstronnością podobną do lustrzanek.

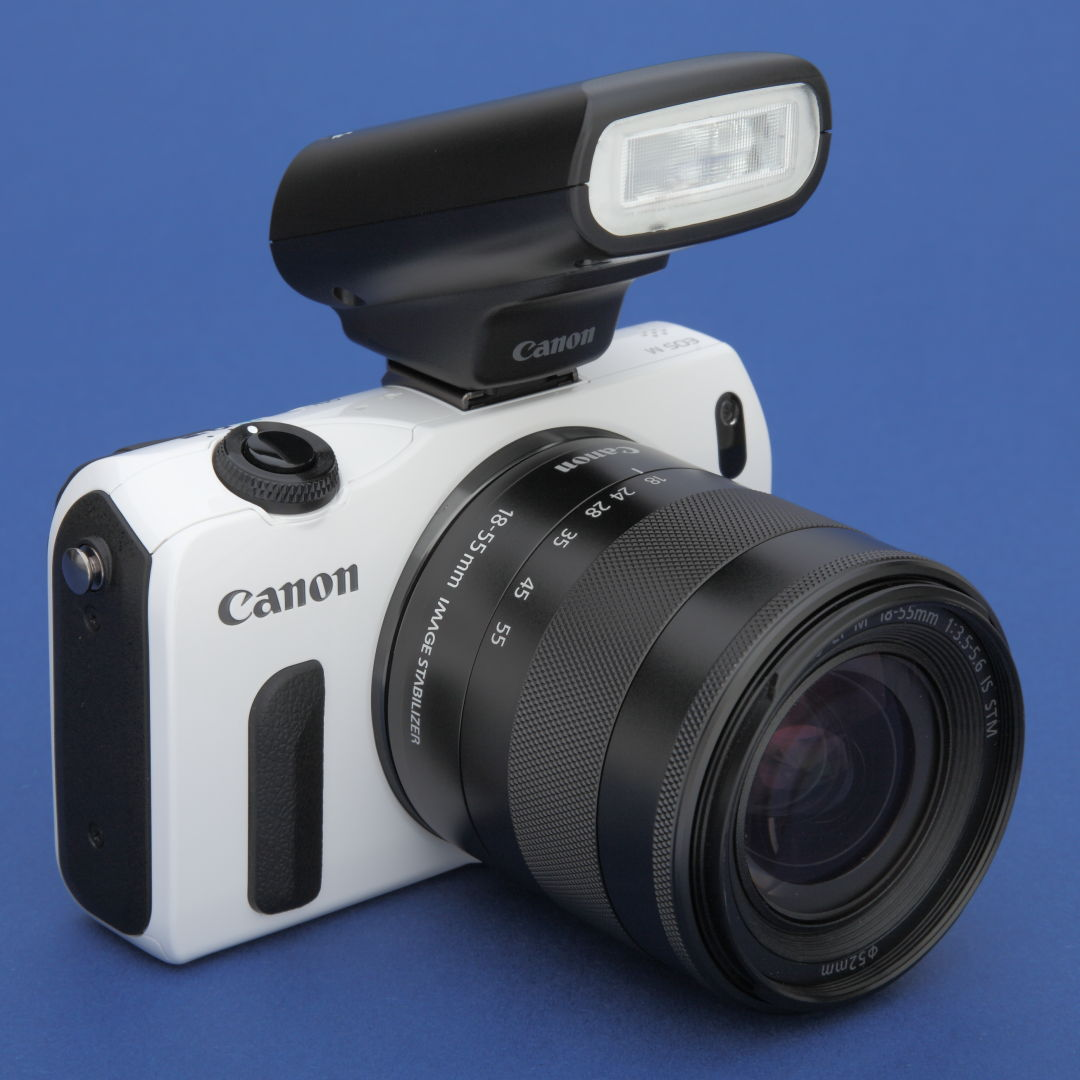
EOS M z Speedlite 90EX

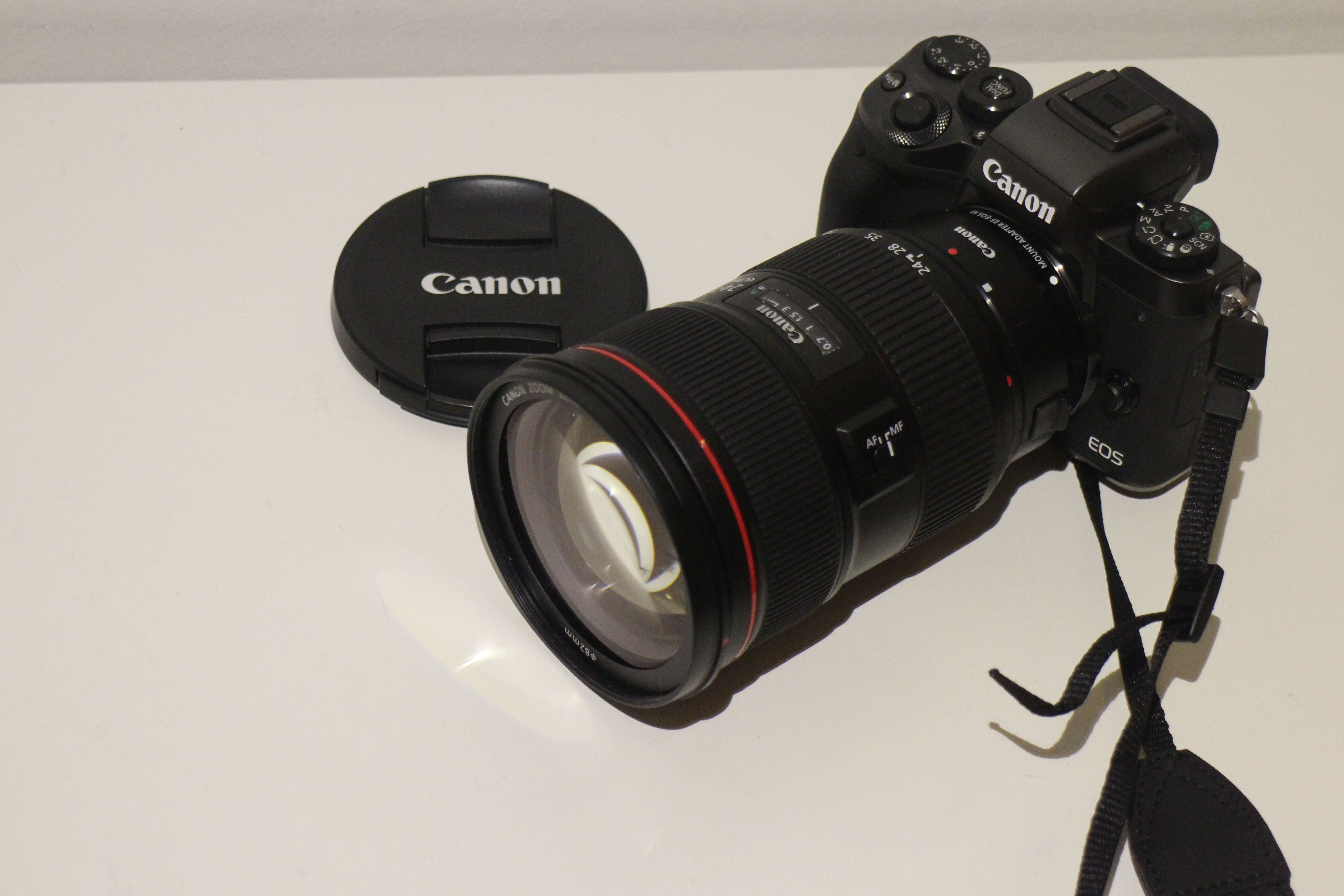
Canon EOS M5 z profesjonalnym obiektywem Canon EF 24-70 F2.8L USM

Aparat bezlusterkowy z wymiennymi obiektywami (MILC, ang. Mirrorless Interchangeable Lens Camera), potocznie bezlusterkowiec (ang. mirrorless camera), alternatywnie EVIL (ang. Electronic Viewfinder Interchangeable Lens) – nazwa typu cyfrowego aparatu fotograficznego, posiadającego możliwość wymiany obiektywów montowanych w korpusie, w którym wyeliminowano optyczny układ wizjera z lustrem (stąd nazwa), matówką i pryzmatem pentagonalnym, a podgląd kadru wykonuje się na wbudowanym monitorze bądź ekranie wizjera.
Pierwszym aparatem cyfrowym tego typu był Panasonic Lumix G1, wprowadzony na rynek w 2008 roku.